# Monument aux morts de Château-Arnoux
La ville de Château-Arnoux située dans le département des Alpes-de-Haute-Provence possède un des monuments aux morts pacifistes français. 
Le monument est constitué d'un couple avec une femme en pleurs et un homme brisant une épée, symbolisant la douleur et la révolte après la perte d'un fils lors de la Première Guerre mondiale qui se déroula de 1914 à 1918. C'est le premier conflit armé qui impliqua autant de pays à travers le monde. Les pertes humaines s’élevèrent à plus de 8 millions de morts et 6 millions d'invalides. 
Il y est gravé l'inscription pacifiste « Pax, Vox Populi », titre du poème du maire Victorin Maurel gravé sur le monument. Ce monument représente un homme qui brise son glaive sur son genou ; derrière lui, une femme pleure. Au sommet, un globe terrestre est entouré d’un rameau.
| PAX... VOX POPULI |
| Passant incline-toi devant ce monument !... Vois cette femme en deuil montrant les hécatombes Ses yeux taris de pleurs, scrutent au loin les tombes Où dorment tant de preux, victimes du moment !... Ils firent ces héros le solennel serment De fermer à jamais les noires catacombes Arrières, disent-ils, les obus et les bombes Et sois bénie, ô paix, sœur du désarmement !... Passant, incline-toi ! Regarde cette mère !... Elle clame à son fils : « la gloire est bien amère La gloire, ô mon enfant, est là, chez nos grands morts Mais, sache désormais, que la guerre est un crime Qu’elle laisse après elle, à de cuisants remords, Ceux qui firent sombrer les peuples dans l’abîme. |
| Victorin Maurel, maire de Château-Arnoux (1868-1935), instituteur. |